# Pädagogische Universität Peking
Die Pädagogische Universität Peking (chinesisch 北京师范大学, Pinyin Běijīng Shīfàn Dàxué, englisch Beijing Normal University) ist eine 1902 gegründete Pädagogische Universität in Peking, Volksrepublik China. Sie ist eine der besten Universitäten für Geisteswissenschaften und gehört zu den ältesten und renommiertesten Universitäten in China. Die Pädagogische Universität Peking gehört zu den Universitäten des Projekt 211 und hatte 2012 rund 18.500 Studenten.
Als „Normal School“ wurden im frühen 20. Jahrhundert Institutionen bezeichnet, die vorwiegend Schullehrer ausbildeten. Diese Bezeichnung blieb im offiziellen Institutionsnamen auch noch enthalten, nachdem diese den Universitätsstatus erhielt und Kurse verschiedener Bereiche anbot.

## Geschichte
Die Universität entstand 1902 als Bildungsfakultät der Imperialen Hauptstadtuniversität in Peking auf Initiative der Qing-Dynastie. Im Jahr 1908 wurde die Fakultät zur eigenständigen Hochschule aufgewertet. Nach Gründung der Republik China folgte eine weitere Umbenennung in Pädagogische Hochschule Peking (englisch: Beijing Normal College). Die ersten post-graduierten Studiengänge wurden 1920 eingeführt, um im Jahr darauf auch Frauen zum Studium zugelassen. 1923 nahm die Hochschule den Namen an, den sie bis heute trägt. Die Universität war von früh an für ihre Offenheit bekannt und ihre Studenten spielten sowohl in der Bewegung des vierten Mais als auch in den Protesten auf dem Tian’anmen-Platz eine wichtige Rolle.
Am 13. Oktober 2000 wurde der im Rahmen des Beijing Schmidt CCD Asteroid Program entdeckte Asteroid (8050) Beishida nach der Universität benannt.

## Studium
Heute ist die Pädagogische Universität Peking die führende Institution ihrer Art in China. In Philosophie, Geschichte und Geographie ist sie konstant unter den fünf besten Hochschulen des Landes gelistet und nimmt in Rankings eine Position unter den 50 besten Universitäten in Asien ein. Bachelor-Studiengänge werden für 58 Fächer angeboten, Master-Studiengänge bestehen für 36 Fächer mit 166 Spezialisierungen, zudem hat die Universität das Recht, in 24 Disziplinen Doktorgrade zu verleihen. Die Uni verfügt jährlich über ein Forschungsbudget von über 100 Millionen Yuan Renminbi und umfasst 74 Forschungslabore und -einrichtungen.

### Fakultäten

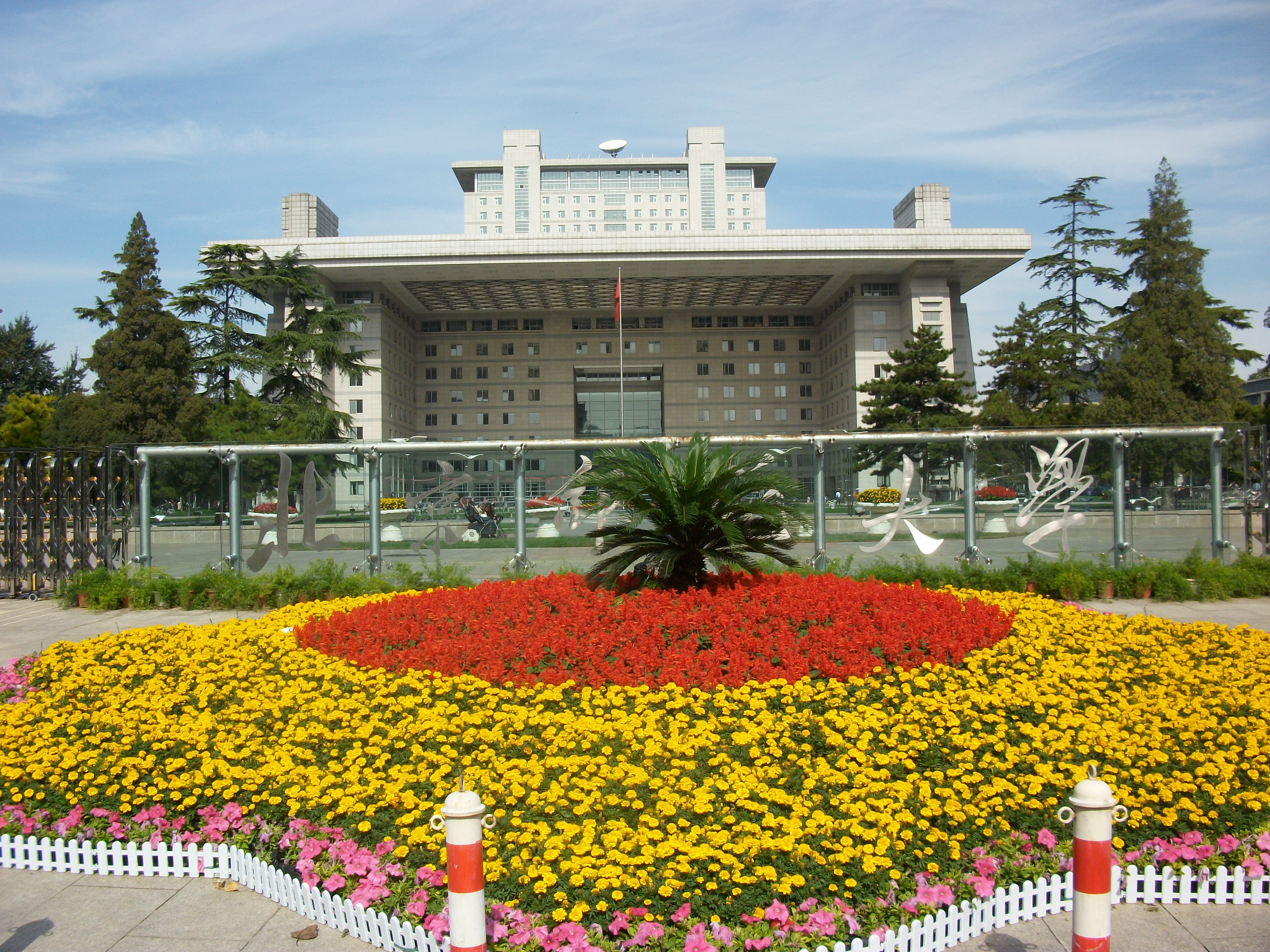
Eingang und Hauptgebäude der Universität

Der zentrale Campus liegt im Haidian-Distrikt von Peking, unweit des Regierungsviertels. Die Stadt Zhuhai in der südlichen Provinz Guangdong beherbergt einen Satellitencampus.
- Fakultät für Erziehung 教育学部
- Fakultät für Wirtschaft und Handel 经济与工商管理学院
- Institut für chinesische Sprache und Kultur 汉语文化学院
- Fakultät für chinesische Sprache und Literatur 文学院
- Fakultät für Kunst und Medien 艺术与传媒学院
- Chemie-Fakultät 化学学院
- Management-Fakultät 管理学院
- Mathematik-Fakultät 数学科学学院
- Fakultät für Umweltwissenschaften 环境学院
- Fakultät für Fremdsprachen und Literatur 外国语言文学学院
- Fakultät für Geographie und Fernabtastung 地理学与遥感科学学院
- Fakultät für Nuklearwissenschaften 核科学与技术学院
- Juristische Fakultät 法学院
- Informatik-Fakultät 信息科学与技术学院
- Physik-Fakultät 物理学系
- Fakultät für Lebenswissenschaften 生命科学学院
- Fakultät für Erwachsenenbildung und Lehrerausbildung 继续教育与教师培训学院
- Fakultät für Astronomie 天文系
- Fakultät für Naturressourcen 资源学院
- Fakultät für Philosophie und Soziologie 哲学与社会学学院
- Fakultät für Gesellschaftliche Entwicklung und Öffentliche Politik 社会发展与公共政策学院
- Sport-Fakultät 体育与运动学院
- Fakultät für Psychologie 心理学院
- Fakultät für Geschichte 历史学院
- Fakultät für Marxismusstudien 马克思主义学院